# NGC 2059
NGC 2059 في الفهرس العام الجديد، هو عنقود نجمي، يقع في كوكبة الجبل. اكتشف في 11 نوفمبر 1836 . بواسطة جون هيرشل .

## روابط خارجية
- NGC 2059 على موقع ويكي سكاي: DSS2, SDSS, GALEX, IRAS, Hydrogen α, X-Ray, Astrophoto, Sky Map, Articles and images